# Тимошенко, Леонид Васильевич
Леонид Васильевич Тимошенко (1921—2004) — советский учёный и педагог в области акушерства и гинекологии, доктор медицинских наук, профессор, член-корреспондент АМН СССР (1974), НАН Украины (с 1992) и НАМН Украины (с 1993). Лауреат Премии имени В. Ф. Снегирёва АМН СССР (1975).

## Биография
Родился 6 мая 1921 года в Херсонской губернии. 
С 1943 по 1948 год обучался в Киевском медицинском институте. С 1948 по 1962 год на научной работе в 
Украинском НИИ охраны материнства и детства. 
С 1962 по 1972 год на педагогической работе в Львовском медицинском институте в должности заведующего кафедрой акушерства и гинекологии.
С 1971 по 1993 год на педагогической работе в 1-м Киевском институте усовершенствования врачей в должности заведующего кафедрой акушерства и гинекологии. С 1995 по 1999 год на педагогической работе в  Украинской военно-медицинской академии в качестве 
профессора кафедры военной хирургии. С 1996 по 2004 год одновременно с педагогической занимался и клинической работой в Киевском областном центре охраны здоровья матери и ребенка в качестве профессора-консультанта.

### Научно-педагогическая деятельность
Основная научно-педагогическая деятельность Л. В. Тимошенко была связана с вопросами в области акушерства и гинекологии, вопросов патогенеза, клиники и  диагностики различных форм гемолитической болезни новорожденных.
Л. В. Тимошенко являлся — член Учёного совета Министерства здравоохранения  Украинской ССР, членом Правлений — Всесоюзного и Всеукраинского научных обществ акушеров-гинекологов и председателем Киевского областного научного общества акушеров-гинекологов. Являлся заместителем главного редактора научно-медицинского журнала «Педиатрия, акушерство и гинекология». Избирался почётным 
членом научных обществ акушеров-гинекологов Румынии, Болгарии и Венгрии.
В 1963 году защитил докторскую диссертацию, в 1964 году ему было присвоено учёное звание профессор. В 1974 году он был избран член-корреспондентом АМН СССР а в 1992 году — член-корреспондентом НАН Украины и в 1993 году НАМН Украины. Под руководством Л. В. Тимошенко было написано около семисот научных работ, в том числе двадцать три монографии и более двадцати авторских свидетельств на изобретения, под его руководством было подготовлено двадцать один доктор и девяносто два кандидата наук. Являлся редактором отдела «Акушерство и гинекология» Большой медицинской энциклопедии.
Скончался 25 января 2004 года в Киеве.